# Goldfinger (livro)
Goldfinger é um romance de espionagem escrito pelo autor britânico Ian Fleming e o sétimo livro da série James Bond. A história acompanha o agente secreto britânico James Bond enquanto investiga as atividades de contrabando de ouro de Auric Goldfinger, quem o Serviço Secreto suspeita de ter conexões com a SMERSH, a agência de contraespionagem soviética.
Fleming escreveu o romance nos primeiros meses de 1958 em sua propriedade Goldeneye na Jamaica. Ele nomeou o vilão homônimo do livro a partir do arquiteto Ernő Goldfinger, que ameaçou processá-lo depois de saber sobre o uso, com a questão sendo resolvida fora dos tribunais; Fleming na verdade provavelmente baseou o personagem no empresário estadunidense do ouro Charles W. Engelhard Jr.. O autor desenvolveu melhor o personagem de Bond no livro, apresentando-o como um indivíduo bem mais complexo do que nos romances anteriores, salientando o tema de Bond como uma figura semelhante a São Jorge.
Goldfinger foi publicado no Reino Unido em março de 1959 pela editora Jonathan Cape, alcançando o topo das listas de mais vendidos. Foi de forma geral bem recebido pela crítica especializada e comparado favoravelmente às obras de H. C. McNeile e John Buchan. O romance foi serializado no jornal Daily Express em 1959 e depois adaptado como uma tira em quadrinhos entre 1960 a 1961. Foi adaptado em 1964 como o terceiro filme da série cinematográfica de James Bond, sendo estrelado por Sean Connery. Foi adaptado novamente em 2010 como um rádio-drama na BBC Radio 4, tendo Toby Stephens no papel de Bond.

## Enredo
O agente secreto britânico James Bond, enquanto espera um voo em Miami nos Estados Unidos, encontra com Junius Du Pont, um empresário estadunidense e um antigo conhecido seu. Du Pont pede para Bond observar Auric Goldfinger, com quem Du Pont está jogando canasta, a fim de descobrir se ele está trapaceando. Bond logo percebe que Goldfinger está usando sua assistente Jill Masterton para espionar as cartas de Du Pont. Bond chantageia Goldfinger para que admita sua culpa e pague de volta o dinheiro de Du Pont; Bond também tem um breve caso com Masterton. Ele volta para Londres e seu chefe, M, o encarrega de descobrir como Goldfinger está contrabandeando ouro para fora do Reino Unido. M suspeita que há uma conexão com a SMERSH e que esta está financiando suas operações no ocidente com esse ouro.
Bond arma um modo de jogar golfe contra Goldfinger, com este tentando vencer a partida trapaceando de novo, mas Bond consegue ser mais esperto e se sai vencedor. Ele também conhece Oddjob, o faz-tudo coreano de Goldfinger. Bond segue Goldfinger até a Suíça, descobrindo que a blindagem do carro deste é na verdade feita de ouro branco fundido em painéis. Quando o carro chega em uma determinada fábrica suíça, o ouro é transformado em assentos de avião e colocado em aeronaves de uma linha aérea em que Goldfinger tem uma participação significativa. O ouro é finalmente vendido na Índia com grande margem de lucro. Bond consegue frustrar uma tentativa de assassinato contra Goldfinger realizada por Tilly Masterton, irmã de Jill, que queria se vingar da morte de Jill: Goldfinger a pintou de ouro, matando-a. Bond e Tilly tentam escapar, mas são capturados.

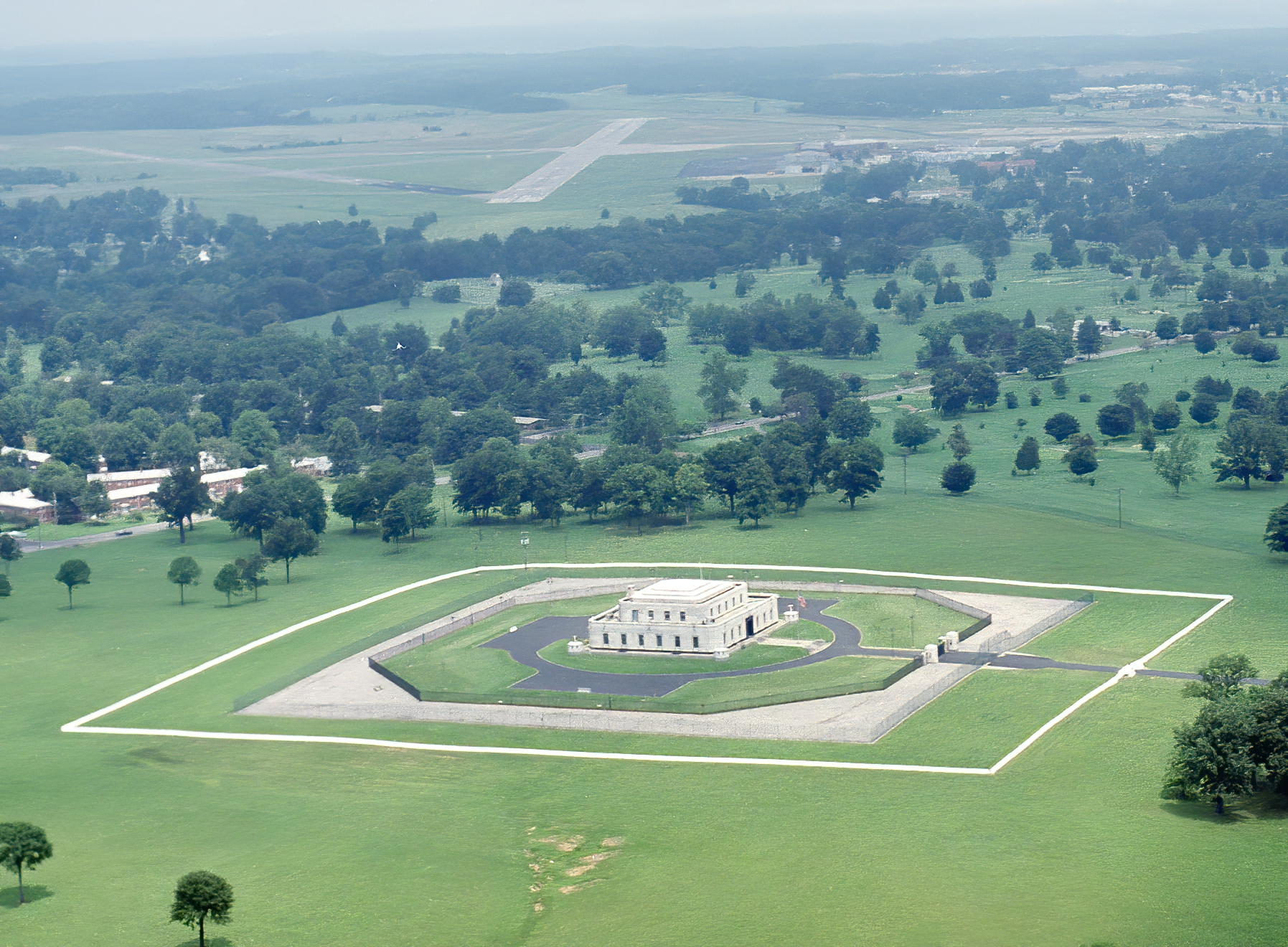
O Depósito de Ouro dos Estados Unidos em Fort Knox

Bond é torturado por Oddjob, mas não revela o que descobriu. Ele se oferece para trabalhar com Goldfinger, um ardil que este primeiro recusa mas depois aceita. Bond e Tilly são levados para um armazém em Nova Iorque, onde são colocados para trabalhar como secretários durante um encontro entre Goldfinger e criminosos recrutados para a "Operação Grand Slam": o roubo do ouro do Depósito de Ouro dos Estados Unidos em Fort Knox. Um dos líderes criminosos se recusa a participar e é morto por Oddjob. Bond descobre que parte da operação também inclui a morte dos habitantes de Fort Knox por meio do envenenamento do suprimento de água. Ele envia uma mensagem escondida que torce para ser encontrada e repassada à Agência Pinkerton, onde seu amigo Felix Leiter trabalha.
A Operação Grand Slam começa e é revelado que Leiter recebeu a mensagem. Uma batalha se inicia e Tilly é morta por Oddjob. Goldfinger, Oddjob e os líderes criminosos escapam. Bond é drogado antes de seu voo para casa e ao acordar descobre que foi capturado por Goldfinger, que sequestrou o avião e matou todos os criminosos, exceto Pussy Galore, líder de uma gangue de ladras lésbicas. Bond consegue quebrar uma das janelas e causar uma despressurização que suga Oddjob para fora, em seguida matando Goldfinger. O avião faz um pouso de emergência no mar perto do Canadá e todos são resgatados por um navio de guerra.

## Antecedentes e escrita

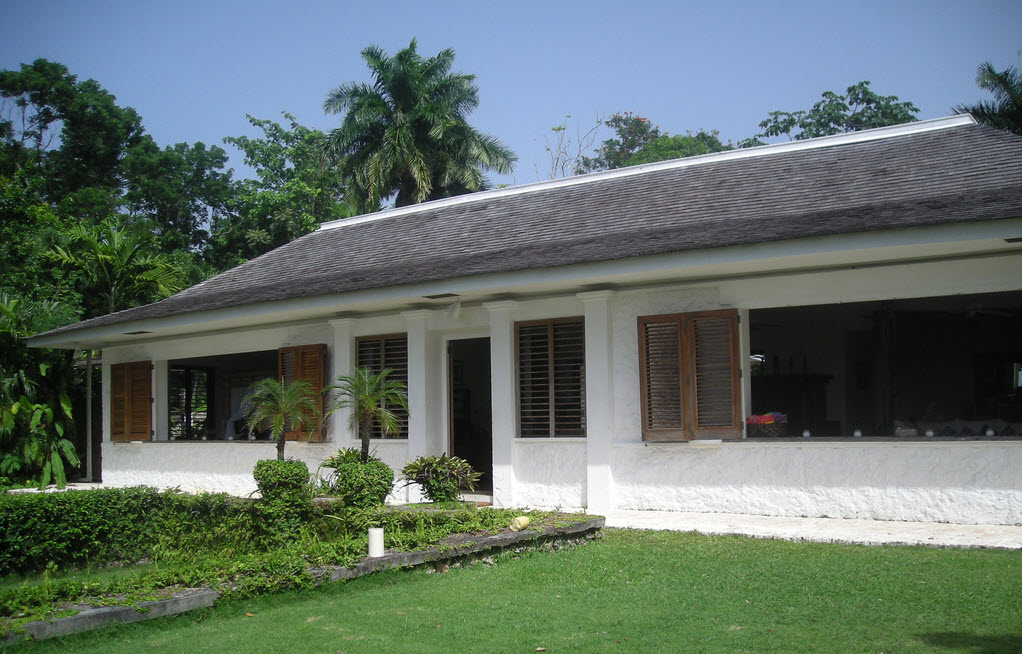
Goldeneye, onde Fleming escreveu todos os romances de James Bond

O autor britânico Ian Fleming já tinha em janeiro de 1958 publicado cinco romances de Bond anualmente desde 1953: Casino Royale, Live and Let Die, Moonraker, Diamonds Are Forever e From Russia, with Love. Um sexto livro, Dr. No, estava sendo editado e preparado para publicação. Nesse mesmo mês Fleming viajou para sua propriedade Goldeneye na Jamaica para escrever um novo livro que se tornaria Goldfinger. Ele seguiu sua prática de escrita usual, que ele posteriormente detalhou em um artigo para a revista Books and Bookmen: "Eu escrevo por cerca de três horas pela manhã ... e faço outra hora de trabalho entre seis e sete da noite. Nunca corrijo nada ou volto atrás para ver o que escrevi ... Pela minha fórmula, você escreve duas 2 000 palavras por dia". Fleming voltou para Londres no Reino Unido em março com um manuscrito de 270 páginas, o mais longo que já tinha escrito até então. Ele inicialmente deu ao manuscrito o título de The Richest Man in the World; poucas alterações foram feitas na história antes da publicação.
Fleming há muito era fascinado por ouro. Era um colecionador de dobrões espanhóis, tendo chegado a encomendar da Royal Typewriter Company um máquina de escrever banhada a ouro, porém ele nunca chegou a realmente usá-la para escrever suas histórias; Fleming escrevia com uma caneta esferográfica com ponta dourada e incluiu o roubo ou obtenção de ouro em vários de seus livros. Ele procurou reforçar seu conhecimento sobre ouro para escrever Goldfinger ao enviar um questionário para um especialista da Venerável Companhia de Ourives, uma das empresas de libré na Cidade de Londres que ensaia metais preciosos para pureza, indagando sobre as propriedades do ouro e funcionamento da indústria, incluindo sobre contrabando.
O autor originalmente concebeu a cena do jogo de cartas como um conto separado, mas acabou usando-o como um modo de fazer Bond e Goldfinger se conhecerem. O arquiteto Ernő Goldfinger ameaçou processar Fleming por conta do uso de seu nome no livro. O romance nessa altura já tinha sido impresso mas não publicado, com Fleming ameaçando adicionar uma errata mudando o nome para Goldprick e explicar o motivo. A questão foi resolvida fora dos tribunais depois da editora Jonathan Cape ter pago os custos legais de Ernő e concordado em garantir que o nome Auric sempre fosse usado junto com Goldfinger, também lhe enviando seis cópias do livro.
Fleming achou que Goldfinger tinha sido seu romance de Bond mais fácil de ter sido escrito, porém também achou que tinha esgotado completamente suas inspirações para enredos. Ele escreveu para seu amigo e autor William Plomer, quem revisou todos os romances de Bond, que Goldfinger seria "o último fólio completo de Bond... Apesar de que talvez eu consiga pensar alguns episódios para ele no futuro, nunca mais serei capaz de lhe dar 70 000 palavras de novo".
O autor deu poucas informações sobre datas dentro de suas obras, mas dois escritores identificaram linhas do tempo diferentes a partir de eventos e situações relatados dentro da série James Bond como um todo: John Griswold e Henry Chancellor, ambos os quais escreveram livros analisando as obras à pedido da Ian Fleming Publications. Chancellor colocou os eventos de Goldfinger em 1957, já Griswold foi mais preciso e considerou que a história se passa entre o final de abril e início de junho daquele ano.

## Desenvolvimento

### Inspirações
Fleming baseou alguns pontos do livro em eventos que leu a respeito. A morte de uma dançarina europeia antes da Primeira Guerra Mundial por supostamente cobrir seu corpo com tinta foi um desses, enquanto a despressurização do avião foi um elemento que o autor tinha a intenção de usar em outro lugar, mas acabou incluindo em Goldfinger. Alguns anos antes um avião tinha despressurizado sobre o Líbano e um passageiro foi sugado para fora pela janela; Fleming não se sentia confortável viajando de avião e faz nota do acidente para usá-lo. O autor se apropriou de nomes de pessoas que ele conhecia, assim como fez em várias de suas obras. O sobrenome de sir John Masterman, um agente do Serviço de Segurança Britânico que administrou o Sistema Double Cross durante a Segunda Guerra Mundial, foi usado como a base para as irmãs Masterton. Alfred Whiting, o professional de golfe do Royal St George's Golf Club, se tornou Alfred Blacking, enquanto o próprio clube se tornou o Royal St Mark's para a partida entre Bond e Goldfinger.
Fleming participou em junho de 1957 do torneio de golfe Bowmaker Pro-Am no Berkshire Golf Club, onde fez dupla com Peter Thomson, o vencedor do Aberto Britânico; muito do que ele viu foi colocado na partida de Bond e Goldfinger. Blanche Blackwell, uma das vizinhas de Fleming na Jamaica e depois sua amante, foi a modelo para Pussy Galore, porém o nome "Pussy" veio de "Pussy" Deakin, anteriormente Livia Stela, uma agente do Executivo de Operações Especiais e amiga da esposa de Fleming.
John Blackwell, primo de Blanche e parceiro de golfe de Fleming, também era primo por casamento de Ernő Goldfinger, quem ele não gostava; foi Blackwell quem lembrou Fleming sobre o nome. O autor também não gostava de Goldfinger, quem, ele achava, tinha destruído edifícios vitorianos e os substituído com seus projetos modernistas, particularmente um terraço na residência do próprio Goldfinger em 2 Willow Road em Hampstead. Blackwell teve o seu nome usado para um traficante de heroína no início do livro.
Há algumas similaridades entre Ernő e Auric Goldfinger: ambos eram imigrantes judeus oriundos do Leste Europeu que foram viver no Reino Unido em meados da década de 1930, além dos dois serem marxistas. Por outro lado, os Goldfingers real e ficcional eram fisicamente muito diferentes. Segundo o historiador Henry Chancellor, o provável modelo para Auric Goldfinger foi o empresário estadunidense do ouro Charles W. Engelhard Jr., quem Fleming conheceu em 1949. Engelhard tinha um negócio já estabelecido, a Precious Metals Development Company, que contornou inúmeras restrições à exportação, vendendo lingotes de ouro diretamente para Hong Kong.

### Personagens
O personagem de Bond foi melhor desenvolvido em Goldfinger do que nos romances anteriores; o historiador cultural Jeremy Black considerou que Bond "foi apresentado como um personagem mais complexo". O autor Raymond Benson, que posteriormente escreveu vários romances de Bond, enxergou Goldfinger como um romance de transição, deixando o personagem mais humano do que nos livros anteriores e mais preocupado com o que Benson chamou de "as armadilhas mortais da vida". Isto se manifesta logo no primeiro capítulo do romance enquanto Bond está no aeroporto de Miami pensando sobre como recentemente lutou e matou um bandido mexicano. Benson também achou que o personagem estava desenvolvendo algum senso de humor em Goldfinger, por exemplo ao verbalmente abusar de Oddjob para sua própria diversão.
O antropólogo Anthony Synnott examinou vários exemplos de racismo nos vários romances de Bond e encontrou em Goldfinger exemplos daquilo que achou que era "o racismo mais descarado" da série inteira, todos os relacionados com coreanos. Por exemplo, Synnott destacou a frase "colocando Oddjob e qualquer outro coreano firmemente em seu lugar, que, na opinião de Bond, era bem inferior aos macacos na hierarquia dos mamíferos". Benson também achou que Bond era mostrado como um intolerante nessa passagem citada, destacando também que é a única instância em todos os livros escritos por Fleming em que o personagem menospreza toda uma etnia.
O autor Anthony Burgess descreveu os malfeitores de Fleming como "vilões impossíveis, inimigos da democracia, megalomaníacos", afirmando que Goldfinger era "o mais extravagante destes". O personagem foi descrito por Benson como o "vilão mais bem sucedido" até então na série, com Fleming dando a Goldfinger várias falhas que são levantadas pelo romance. Black escreveu que o personagem era psicologicamente pervertido, possivelmente por conta de um complexo de inferioridade causado por sua baixa estatura, diferentemente de vários dos outros vilões do autor que eram superdimensionados. Ele é fisicamente esquisito com um corpo que carece de proporção. Segundo o analista literário LeRoy L. Panek, vários dos livros de Fleming usam "personagens como contrapontos psicológicos em um jogo de psicologia simplificada". Fleming escreveu que "Bond sempre desconfiou de homens baixos. Eles cresceram desde a infância com um complexo de inferioridade. ... Napoleão e Hitler foram baixos. Foram os homens baixos que causaram todos os problemas do mundo", uma opinião que Black considerou um reflexo do "racialismo e psicologia grosseira" da literatura do início do século XX.
Auric Goldfinger, assim como muitos dos vilões criados por Fleming, não é de origem britânica, apesar de ser um cidadão britânico; por exemplo, outros vilões da série são de origem russa, alemã, judaica, teuto-chinesa e eslava. Synnott observou que em muitos dos romances de Bond, incluindo Goldfinger, "Feiura, maldade e estrangeirice andam juntos, complementando e reforçando um ao outro. Feiura simboliza maldade e maldade é simbolizada por feiura e estrangeirice".
Fleming empregou vários dispositivos para mostrar que Goldfinger era corrupto ou fora daquilo que considerava normal. Goldfinger trapaceia jogando cartas e golfe, algo que Panek considerou ser um sinal de um indivíduo desajeitado. Black considerou que o personagem foi representado como um desmancha-prazeres pois não consome álcool ou cigarros, diferente de muitas pessoas da época, mas paga prostitutas; estes aspectos de Goldfinger são condenados por Fleming por estarem fora dos apetites normais.
Elisabeth Ladenson, editora da Romanic Review, acreditou que Pussy Galore era "talvez a figura mais memorável na periferia de Bond". Galore foi criada para ser seduzida por Bond, provando a masculinidade deste ao ser capaz de seduzir uma lésbica. Esta situação reflete as opiniões de Fleming até certo ponto, expressadas no romance como parte dos pensamentos de Bond, onde a "confusão sexual dela é atribuível ao sufrágio feminino"; além disso, o autor escreveu: "Bond sentiu o desafio sexual que todas as lésbicas bonitas têm por homens". Ladenson destacou que, diferente de algumas Bond girls, o papel de Galore é crucial para e ela não é apenas um acessório: é a mudança de coração dela que permite que o bem vença o mal. Os historiadores culturais Janet Woollacott e Tony Bennett consideraram que muitas das mulheres na série não se enquadram das normas culturais aceitáveis para Fleming, com Galore e Tilly Masterton sendo ambas lésbicas. Para aquelas com quem Bond vai para cama, há uma história pregressa que explica porque elas estão fora das normas; no caso de Galore, é porque ela foi estuprada por um tio. Segundo o historiador cultural e literário Stephen Heath, o lesbianismo de Galore é explicado como sendo antihomem após o estupro, com ela sendo convertida de volta porque, segundo a própria diz, "Eu nunca encontrei um homem antes". Segundo Black, a "conversão" que Bond faz com Galore "refletia as políticas sexuais de Fleming", sendo um "final grosseiro do livro, uma forma de final feliz".

## Estilo
Dr. No iniciou o que o historiador midiático James Chapman descreveu como uma movimentação dos livros de Bond em direção de "enredos fantásticos e altamente improváveis", com Goldfinger mantendo essa tendência. Ele também achou que o romance tinha "o enredo mais implausível de Fleming". Benson afirmou que o enredo era impraticável e que "algumas vezes não há lógica na sequência de eventos", já o autor Kingsley Amis, que depois escreveu um romance de Bond, disse que Goldfinger era "mais implausível do que a maioria". Panek considerou que existia uma abordagem episódica nas obras de Fleming, com isto se manisfestando neste livro na forma do jogo de cartas, algo anteriormente visto em Casino Royale e Moonraker. Benson considerou que o romance era mais episódico do que as obras anteriores de Fleming.
Fleming estruturou o romance em três seções chamadas "Acaso", "Coincidência" e "Ação Inimiga", que é o modo como Goldfinger descreve seus três encontros aparentemente coincidentes com Bond. Assim como em Dr. No, um evento aparentemente trivial, neste caso um jogo de cartas, leva ao que Chapman chamou de "uma conspiração criminosa grandiosa". O desfecho foi descrito por Black como "apressado e insatisfatório", com o "heroísmo de um homem só" sendo muito esticado por todo o romance.
Benson e o biógrafo Matthew Parker consideraram Goldfinger o romance "mais denso" de Bond, tendo um ritmo acelerado e muita ação, com Bond indo de Miami para Londres via Nova Iorque, então por Kent e o norte da França até a Suíça, depois de volta para Nova Iorque, Kentucky, Nova Iorque, Washington e Oceano Atlântico.

## Temas

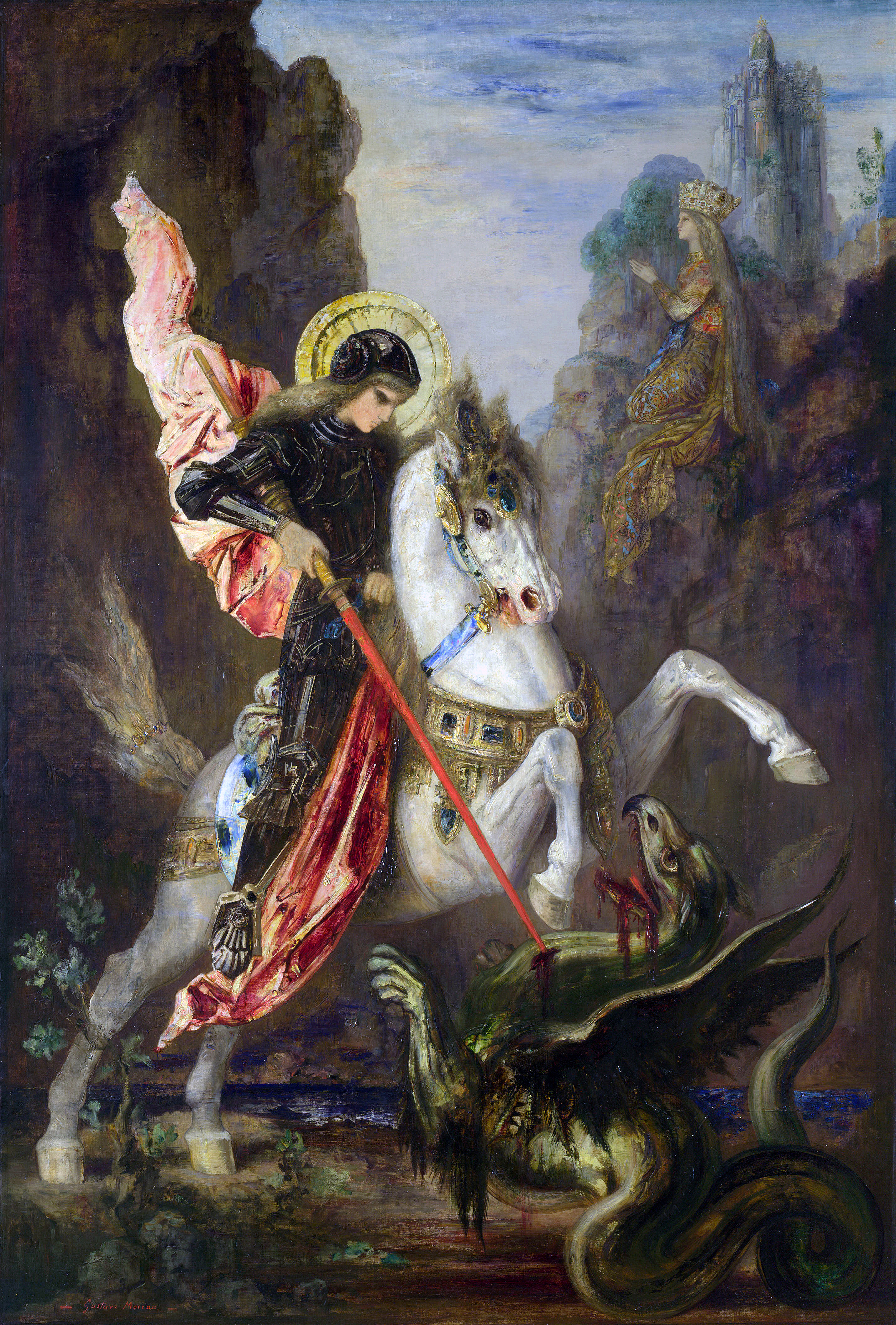
Acadêmicos enxergaram que Bond age semelhante a São Jorge em Goldfinger

Jogos de azar são um tema em Goldfinger assim como em outros romances de Bond, especialmente Casino Royale; não apenas dinheiro foi apostado na partida de golfe entre Bond e Goldfinger, mas também no jogo de canasta no começo da história. Benson também identificou momentos na história em que a investigação de Bond sobre Goldfinger também foi uma aposta, destacando como Bond joga uma moeda para decidir sua tática sobre uma pedreira. Bond, assim como em Live and Let Die e Dr. No, é mais uma vez o agente britânico que precisa resolver aquilo que acaba sendo um problema estadunidense; isto, junto com o aviso de Bond para que Goldfinger não subestime os ingleses, pode ser visto como a reação de Fleming para a falta de apoio dos Estados Unidos durante a Crise de Suez de 1956.
Benson identificou um tema de Bond agindo como São Jorge em Goldfinger. Este tema, segundo Benson, ocorre em todos os romances, mas foi finalmente explicitado neste livro como parte dos pensamentos do personagem. Isto ocorre depois de Goldfinger revelar que usará um dispositivo atômico para abrir o cofre do Depósito de Ouro dos Estados Unidos: "Bond suspirou cansado. Mais uma vez para a brecha, caro amigo! Desta vez realmente foi São Jorge e o dragão. E é melhor que São Jorge se mexa e faça alguma coisa". Black destacou que a imagem do "São Jorge dos últimos dias é novamente uma imagem inglesa, e não britânica". Segundo Ladenson, ao fazer Bond virar São Jorge, "o próprio Goldfinger... é um mero obstáculo, o dragão a ser livrado antes de que digno cavaleiro possa partir com a dama devidamente conquistada".
Goldfinger é tão obcecado por ouro que Ladenson chegou a dizer que ele era "uma tautologia ambulante". Ela destacou que o e o nome do personagem são relacionados com ouro; suas roupas, cabelo, carro e gato são todos dourados ou de alguma variante; seus empregados coreanos são referidos por Bond como sendo "amarelos" ou de "cara amarela"; e ele pinta suas mulheres de ouro antes do sexo.
Há uma referência à Segunda Guerra Mundial assim como em muitos dos outros vilões de Bond, com o objetivo sendo mostrar aos leitores pós-guerra o quão malignos esses vilões eram. Desta forma, Goldfinger emprega alemães da Luftwaffe, japoneses e coreanos. Ele usa para a Operação Grand Slam o veneno GB, conhecido hoje como Sarin, descoberto pelos nazistas. A gangue feminina de Galore possui algumas mulheres que parecem "como um jovem guarda da SS", salientando sua conexão com o mal.

## Recepção

### Publicação
Goldfinger foi publicado no Reino Unido em 23 de março de 1959 em uma edição de capa dura pela editora Jonathan Cape; tinha 318 páginas e custava quinze xelins. Fleming concebeu a arte de capa, assim como nos seus quatro romances anteriores, tendo uma rosa entre os dentes de uma caveira. Ele encomendou a arte final com o artista Richard Chopping. Segundo Jonathan Hopson do Museu Vitória e Alberto, o "simbolismo macabro [da capa] expressa memoravelmente os temas de ganância, sexo e morte do romance". O livro foi dedicado ao "gentil leitor, William Plomer". Goldfinger estreou direto nas listas dos mais vendidos. Fleming participou de algumas atividades de divulgação, incluindo uma aparição no programa de televisão The Bookman e comparecer a uma sessão de autógrafos na Harrods. Uma edição em brochura foi publicada no Reino Unido em maio de 1961 pela Pan Books, vendendo 161 mil cópias até o final do ano. Várias outras edições em capa dura e brochura de Goldfinger foram lançadas desde então, com o romance também tendo sido traduzido para diversos idiomas. No Brasil, foi publicado pela primeira vez pela Editora Bestseller em 1965.

### Crítica
Goldfinger recebeu resenhas mais positivas do que Dr. No, o livro anterior de Fleming, que tinha enfrentado enormes críticas negativas na imprensa britânica ao ser lançado. Maurice Richardson do The Observer achou que "O sr. Fleming parece estar deixando o realismo cada vez mais para trás e se desenvolvendo apenas na direção de um Sapper atômico e sofisticado". Apesar deste afastamento da realidade, Richardson considerou que o autor, "mesmo com sua língua bifurcada enfiada na bochecha, ... permanece maniacamente legível". Ele afirmou que Goldfinger "é o espécime mais absurdo já exibido no museu de super inimigos do sr. Fleming" e, ao comentar sobre Bond, falou que "o verdade problema com Bond, de um pontos de vista literário, é que ele está se tornando mais sintético e zumbi. Talvez seja melhor assim". Roy Perrott do The Manchester Guardian escreveu que "Goldfinger... não irá decepcionar os admiradores" de Bond. Ele achou que no geral "Fleming está de novo em seu melhor no estilo Buchan mais esportivo como na perseguição automobilística pela Europa", resumindo o livro dizendo que era "difícil de largar; mas alguns de nós desejamos ter o bom gosto só de experimentar".
O The Times achou que Bond era "apoiado por uma boa escrita"; apesar de ter considerado o enredo grandioso, "parece, e é, fantástico; a habilidade do sr. Fleming deve ser medida pelo fato de que foi feito para não parecer assim". Michael Robson do The Times Literary Supplement considerou que "um novo Bond emergia destas páginas: um agente mais relaxado, menos promíscuo, menos estagiosamente musculoso do que antes". Robson complementou que "a história, também, é mais relaxada", enxergando isto como um desenvolvimento positivo, mas também significou que apesar das "demonstrações incidentais de virtuosismo as quais o sr. Fleming nos acostumou, ... a narrativa não engata a marcha mais alta até Goldfinger revelar seu plano". O Evening Standard analisou o motivo de Bond ser um sucesso e listou "as coisas que fazem Bond ser atraente: o sexo, o sadismo, a vulgaridade do dinheiro por si só, o culto do poder, a ausência de padrões". O The Sunday Times chamou Goldfinger de "Bond com culpa", enquanto o Manchester Evening News achou que "Apenas Fleming poderia ter escapado impune... escandalosamente improvável, perversamente engraçado, extremamente emocionante".
Até Anthony Boucher do estadunidense The New York Times, um crítico que o biógrafo John Pearson descreveu como "um ávido homem completamente anti-Bond e anti-Fleming", pareceu gostar de Goldfinger, afirmando em sua resenha que "toda essa fantasia absurda me parece altamente divertida". James Sandoe do New York Herald Tribune achou que o livro era "um suspense superlativo do nosso maior mágico literário". Anthony Burgess citou Goldfigner como um dos 99 melhores livros escritos em língua inglesa desde 1939, comentando que "Fleming elevou o padrão da história popular de espionagem por meio de boa escrita, um estilo jornalístico elevado e a criação de um agente governamental – James Bond, 007 – que é suficientemente complicado para despertar nosso interesse por toda uma série de aventuras".

## Adaptações

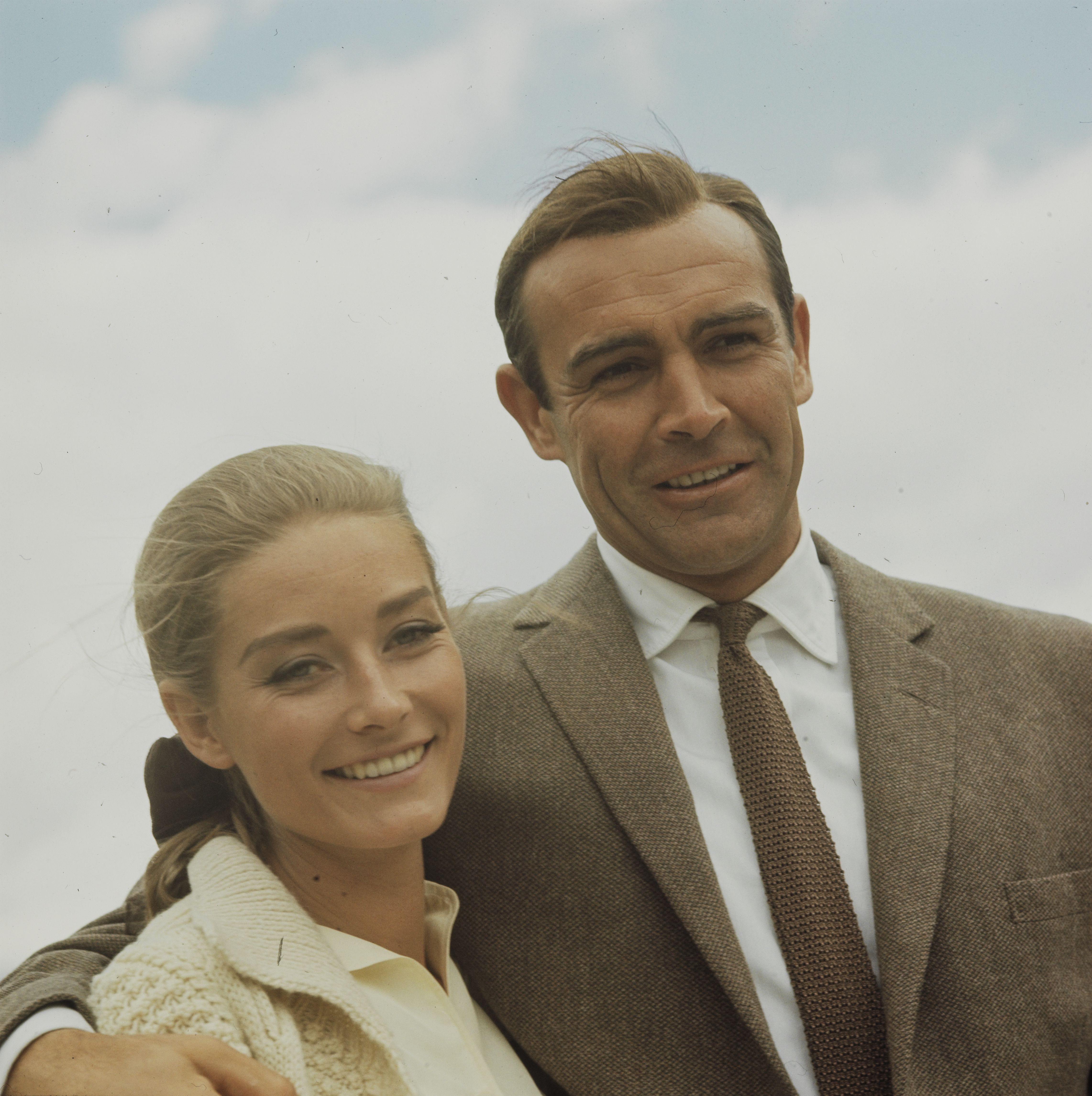
Os atores Tania Mallet e Sean Connery nas gravações de Goldfinger na Suíça em 1964

Goldfinger foi serializado diariamente no jornal Daily Express a partir de 18 de março de 1959. O romance original foi adaptado como uma tira de quadrinhos diária no mesmo Daily Express e revendido mundialmente, o primeiro dos romances de Fleming adaptado como tal. A tira foi publicada de 3 de outubro de 1960 a 1º de abril de 1961, com Fleming tendo recebido 1,5 mil libras esterlinas pela publicação britânica e uma porcentagem pelas cópias revendidas. A adaptação foi escrita por Henry Gammidge e ilustrada por John McLusky. A tira foi republicada em 2005 pela Titan Books como parte da antologia Dr. No, que também incluía Dr. No, Diamonds Are Forever e From Russia, with Love.
O romance se tornou em 1964 o terceiro filme da série cinematográfica de James Bond. Foi estrelado por Sean Connery como Bond e Gert Fröbe como Goldfinger. O longa era bem similar ao livro, mas Jill e Tilly Masterton (renomeadas para Masterson no filme) possuem um papel reduzido e morrem bem antes na história. O enredo também mudou o plano da Operação Grand Slam, de roubar o ouro em Fort Knox para irradiar o cofre com uma bomba suja. Os historiadores Alan Barnes e Marcus Hearn consideram que o filme Goldfinger melhora o que consideram ser algumas das "noções ridículas" de Fleming. Os dois destacam como exemplo de melhoras a irradiação do ouro em Fort Knox e a mudança da organização de Galore, de mulheres se disfarçando de enfermeiras para mulheres pilotas de acrobacias.
Uma adaptação em rádio-drama de Dr. No foi produzida pela BBC Radio 4 em 2008 com o objetivo de marcar o centenário do nascimento de Fleming. A Eon Productions, produtora dos filmes de Bond e detentora dos direitos de adaptação de todos os romances de Fleming, permitiu no ano seguinte que outra história fosse adaptada. Um rádio-drama de Goldfinger foi transmitido em 3 de abril de 2010 na BBC Radio 4, tendo Toby Stephens como Bond, sir Ian McKellen como Goldfinger e Rosamund Pike como Galore. A produção foi escrita por Archie Scottney e dirigida por Martin Jarvis.

### Citações
1. 1 2 3 4  Fleming 2006a.
2. 1 2  Lycett 1996, p. 315.
3. ↑   «The Books». Ian Fleming Publications. Consultado em 30 de novembro de 2024. Arquivado do original em 10 de agosto de 2015
4. 1 2  Lycett 1996, p. 345.
5. ↑  Faulks 2009, p. 320.
6. 1 2 3  Benson 1988, p. 17.
7. ↑  Chancellor 2005, p. 128.
8. 1 2 3 4 5 6  Chancellor 2005, p. 129.
9. 1 2 3 4   Hopson, Jonathan (22 de março de 2019). «The Midas Touch: 60 Years of Goldfinger». Museu Vitória e Alberto. Consultado em 20 de dezembro de 2024
10. ↑  Benson 1988, p. 4.
11. ↑   «Irish buyer for Bond typewriter». The Irish Times. Dublim. 6 de maio de 1995. p. 10
12. ↑  Fleming 2006b, p. 29.
13. ↑  Lycett 1996, p. 327.
14. 1 2  Lycett 1996, p. 328.
15. 1 2 3 4  Macintyre 2008, p. 92.
16. ↑  Warburton 2005, p. 3.
17. ↑  Pearson 1967, pp. 361, 369.
18. ↑  Griswold 2006, p. 9.
19. ↑  Chancellor 2005, p. 99.
20. ↑  Gant 1966, p. 137.
21. 1 2  Chancellor 2005, p. 113.
22. ↑  Macintyre 2008, pp. 180–183.
23. ↑   Thomson, Ian (6 de junho de 2008). «Devil May Care, by Sebastian Faulks, writing as Ian Fleming». The Independent. Consultado em 20 de dezembro de 2024
24. ↑  Macintyre 2008, pp. 90–91.
25. ↑   Ezard, John (3 de junho de 2005). «How Goldfinger nearly became Goldprick». The Guardian. Consultado em 20 de dezembro de 2024
26. 1 2  Lycett 1996, p. 329.
27. 1 2  Black 2005, p. 40.
28. ↑  Benson 1988, p. 114.
29. 1 2 3 4  Benson 1988, p. 116.
30. ↑  Synnott 1990, p. 420.
31. ↑  Fleming 2006a, p. 244.
32. 1 2  Burgess 1984, p. 74.
33. 1 2 3  Black 2005, p. 37.
34. ↑  Eco 2009, p. 40.
35. ↑  Panek 1981, p. 218.
36. ↑  Fleming 2006a, p. 37.
37. ↑  Parker 2014, p. 158.
38. 1 2  Bennett & Woollacott 1987, pp. 72–73.
39. ↑  Synnott 1990, p. 413.
40. ↑  Panek 1981, pp. 208–209.
41. ↑  Ladenson 2003, p. 221.
42. ↑  Black 2005, p. 106.
43. ↑  Fleming 2006a, p. 265.
44. 1 2  Ladenson 2003, p. 230.
45. ↑  Fleming 2006a, p. 354.
46. ↑  Heath 1982, pp. 98–99.
47. 1 2  Chapman 2009, p. 79.
48. ↑  Chapman 2009, p. 80.
49. ↑  Amis 1966, p. 155.
50. ↑  Panek 1981, p. 212.
51. 1 2 3 4  Benson 1988, p. 115.
52. 1 2  Black 2005, p. 39.
53. ↑  Parker 2014, p. 243.
54. ↑  Black 2005, p. 35.
55. ↑  Chancellor 2005, pp. 114–175.
56. ↑  Black 2005, pp. 38–39.
57. 1 2 3  Black 2005, p. 38.
58. ↑  Benson 1988, p. 231.
59. ↑  Fleming 2006a, p. 284.
60. ↑  Ladenson 2003, p. 222.
61. ↑  Ladenson 2003, p. 223.
62. ↑  Fleming 2006a, pp. 164, 167.
63. ↑  Chancellor 2005, p. 116.
64. ↑  Fleming 2006a, p. 304.
65. ↑  Robson 1959, p. 198.
66. ↑  Chancellor 2005, p. 111.
67. 1 2  Benson 1988, p. 18.
68. ↑  Macintyre 2008, p. 198.
69. ↑   «Tea with an Author». The Observer. Londres. 5 de abril de 1959. p. 20
70. ↑  Bennett & Woollacott 2009, p. 17.
71. ↑   «Goldfinger». WorldCat. Consultado em 22 de dezembro de 2024
72. ↑   «Goldfinger». Goodreads. Consultado em 22 de dezembro de 2024
73. ↑   «Goldfinger». James Bond Brasil. Consultado em 22 de dezembro de 2024
74. ↑   Richardson, Maurice (22 de março de 1959). «Sophisticated Sapper». The Observer. Londres. p. 25
75. ↑   Perrott, Roy (26 de março de 1959). «Seven days to Armageddon». The Manchester Guardian. Manchester. p. 8
76. ↑   «New Fiction». The Times. Londres. 26 de março de 1959. p. 15
77. ↑   Robson, Michael (3 de abril de 1959). «On the Seamy Side». The Times Literary Supplement. Londres. p. 198
78. ↑  Pearson 1967, p. 99.
79. ↑  Benson 1988, p. 218.
80. ↑   «James Bond meets Auric Goldfinger». Daily Express. Londres. 17 de março de 1959. p. 1
81. 1 2  Fleming, Gammidge & McLusky 1988, p. 6.
82. ↑  Pearson 1967, p. 356.
83. ↑  McLusky et al. 2009, p. 190.
84. ↑   Sutton, Mike. «Goldfinger (1964)». Screenonline. British Film Institute. Consultado em 22 de dezembro de 2024
85. ↑  Barnes & Hearn 2001, p. 32.
86. ↑   Hemley, Matthew (13 de outubro de 2009). «James Bond to return to radio as Goldfinger is adapted for BBC». The Stage. Consultado em 22 de dezembro de 2024. Arquivado do original em 18 de julho de 2018
87. ↑   «Goldfinger Radio Play In Production». MI6: The Home of James Bond. 25 de janeiro de 2010. Consultado em 22 de dezembro de 2024
88. ↑   «Goldfinger». BBC. Consultado em 22 de dezembro de 2024